# Bataille de Négapatam (1758)
Pour les articles homonymes, voir Bataille de Négapatam.
Guerre de Sept Ans
Batailles
- Chandernagor (1757)
- Plassey (1757)
- Gondelour (1758)
- Négapatam (navale) (1758)
- Condore (1758)
- Madras (1758)
- Pondichéry (navale) (1759)
- Masulipatam (1759)
- Chinsurah (1759)
- Wandiwash (1760)
- Pondichéry (1760-1761)

La bataille de Négapatam est une bataille navale qui a lieu le 3 août 1758 pendant la guerre de Sept Ans. Elle se déroule près de Négapatam, au large de la côte Carnatique, dans le sud de l'Inde. Après l'affrontement du 28 avril, au large de Gondelour, c'est la deuxième bataille opposant l'escadre britannique du vice-amiral George Pocock à l'escadre française du comte d'Aché. 
Le 27 juillet 1758, les sept vaisseaux de George Pocock se montrent devant Pondichéry où sont mouillés les neuf vaisseaux du comte d'Aché. D'Aché, qui commande sur le Zodiaque (74), sort immédiatement de la rade et manœuvre pendant plusieurs jours pour trouver l'avantage du vent, tandis que Pocock le poursuit sans relâche. D'Aché, comme lors du combat précédent au large de Gondelour, dispose de plus de vaisseaux que son adversaire, mais presque tous, hormis le navire amiral, sont des navires armés de la Compagnie des Indes, moins efficaces que de véritables unités de guerre, ce qui assure aux Britanniques un bon équilibre des forces. 
Les deux escadres s'affrontent le 3 août dans les parages de Karikal et de Negapatam. Le combat est bref mais intense. D'Aché ayant perdu l'avantage du vent, tombe sous le feu britannique, qui touche plusieurs de ses navires dans leurs œuvres vives. Le Comte de Provence, gros navire de la Compagnie des Indes (74 canons), ravagé par un incendie, échappe de peu à la capture. Le Zodiaque (74), ingouvernable et en feu, menace d'exploser. D'Aché est contraint de donner l'ordre de faire retraite. Les Britanniques, aussi très malmenés, ne sont pas en état de donner la poursuite et préfèrent donc se replier. 
Les historiens passent généralement très vite sur ce combat, aujourd'hui presque oublié. La bataille a été indécise, et aucun bâtiment n'a été perdu, mais les dégâts sont sévères de part et d'autre, sans que l'on connaisse avec exactitude les pertes humaines. D'Aché a été sévèrement blessé et rentrera bientôt sur l'Ile-de-France pour hiverner. Les deux escadres se rencontreront une troisième et dernière fois un peu plus d'un an plus tard, le 10 septembre 1759, lors de la bataille de Pondichéry, au retour de d'Aché sur les côtes indiennes.